# Výkonové normy
Výkonové normy vyjadřují a určují předpokládanou spotřebu živé práce, vynakládanou na splnění daného pracovního úkolu, který se vztahuje na souvislou část pracovního postupu, která se přiděluje buď jednomu, nebo skupině pracovníků s jistou  kvalifikací a slouží v každém jednotlivém případě jako měřítko spotřeby lidské práce.
Jestliže výkonová norma udává přímo  množství spotřebovaného času pro vykonání pracovního úkolu nebo ke zpracování jednotky produkce, označuje se jako norma času (pracovníka).  Když výkonová norma udává výkon vyjádřený množstvím jednotek zpracovaných za jednotku času, označuje se jako norma množství.